# Barleria seyrigii
Barleria seyrigii är en akantusväxtart som beskrevs av Raymond Benoist. Barleria seyrigii ingår i släktet Barleria och familjen akantusväxter. Inga underarter finns listade i Catalogue of Life.